# 生活啟示錄
《生活啟示錄》（英語：Inspiration for Life）是中國大陸安徽廣播電視台定製的的都市電視劇，由閆妮、胡歌、果靜林領銜主演，編劇為王麗萍。該劇是安徽衛視2013年國劇盛典六個劇目推薦劇集之一，亦是安徽省廣播電影電視局2013年度重點打造十部影視劇集之一。2014年1月殺青，2014年4月批证。
劇集講述主角于小強（閆妮飾）發現丈夫劉光耀（果靜林飾）出軌而選擇離婚，後來遇到了比自己小6歲，不甘心過父母安排的人生而離家的電腦工程師鮑家明（胡歌飾）。于小強和鮑家明在各自人生的最低谷，相遇相識相戀並開始重新創業，但是卻遭到鮑家明父母的強烈反對。此時于小強發現自己懷有前夫孩子的時候，鮑家明卻願意站出來給孩子當父親。婚後，他們遇到不同的問題，但是仍然同甘共苦，克服重重難關。
本劇於2014年5月22日在江蘇衛視、東方衛視和安徽衛視晚上19:30同步首播。

## 播出時間及平台
| 頻道                       | 所在地 | 播映日期       | 播出時間                                                      | 備註 |
| -------------------------- | ------ | -------------- | ------------------------------------------------------------- | ---- |
| 江蘇衛視/東方衛視/安徽衛視 | 中国   | 2014年5月22日  | 晚上19:30                                                     |      |
| 城市電視                   | 加拿大 | 2016年5月28日  | 每周一至周五 溫哥華 6:30 PM, 12:30 AM 多倫多 9:30 PM, 3:30 AM |      |
| 八大第一台                 | 臺灣   | 2016年12月8日  | 每週一至週五20:00                                             |      |
| 人間衛視                   | 臺灣   | 2018年11月23日 | 每週一至週五22:00                                             |      |
| 蒙古國家公共廣播電視台     | 蒙古国 | 2019年7月17日  | 待查                                                          |      |

## 劇情概要
于小強（閆妮飾）在7年前嫁給了服裝公司老板劉光耀（果靜林飾）後，和婆婆高紅（方芳飾）同住並成為無所事事的家庭主婦。後來于小強請電腦維護工程師鮑家明（胡歌飾）維修電腦時偶爾揭發丈夫劉光耀與公司的服裝設計師藍馨（劉敏飾）之間有了私情，於是到鮑家明家暫住，及在朋友的介紹下，在婦產醫院工作。
鮑家明原來是一名富二代，只是因為不願過父母安排的人生，所以離家出走，與女友嘟嘟（張鍾儀飾）一起私奔，並到上海一家電腦公司當了維護工程師。後來于小強發現了自己懷孕，搬回劉家居住並打算和丈夫復合時，誤信了藍馨說話的嘟嘟到劉家和于小強對峙，直指小強肚子裡的孩子就是鮑家明的，而這些話全都的高紅母子聽到，並令他們錯誤認為于小強肚中的孩子不是屬於劉光耀的。心灰意冷的于小強終決定跟丈夫離婚，淨身出戶，並在外找了一間房子居住。
于小強失婚後，鮑家明也因一次偶爾的機會到了劉光耀的服裝公司檢修網絡故障，被劉光耀打電話投訴到家明公司失去了工作。後來鮑家明與朋友計劃開一間自己的電腦公司，可在關鍵時候，嘟嘟突然聯繫家明，正式向家明提出分手，並把公司啟動金刷掉買了個包，結果電腦公司無法開張並讓鮑家明拖欠于小強的投資款。
于小強和鮑家明等人出席了嘟嘟和男友陸凱文（許聖楠飾）的婚禮後，先後互相表白並成為情侶。數月後，小強挺著大肚子在外散步，巧遇要在當天結婚的的劉光耀和藍馨。藍馨認為小強是故意出現想要破壞婚禮，指罵于小強的孩子是野種便揚長而去，令小強氣得嚎啕大哭並最後早產，並生了孩子毛毛，其後鮑家明向小強求婚。小強提出想見到家明的父母，先徵得其父母的同意再結婚，這令鮑家明煩惱，結果鮑家明請了二位演員假扮自己雙親。很快，家明和小強就到民政局領證，宣誓結婚。但是當晚在孩子毛毛的百日宴上，鮑家明媽媽阿彩（楊坤飾）帶著其他人出現，鮑家明找人假扮雙親的事件被揭發，同時阿彩反對于小強和鮑家明二人的結婚。另一方面，高紅和劉光耀和孩子毛毛做了親子鑑定，終於知道孩子是劉光耀的骨肉，並想爭取撫養權，但是律師給出的建議卻是，孩子尚在哺乳期，打官司對劉家不利，若想爭取撫養權，起碼也要等到兩年後...
兩年後，于小強被提拔為婦產醫院的客服主管，並認識了一名追求者Frank，並因此引起家明誤會小強，但是最終誤會平息。鮑家明父親鮑有餘重病入院，久沒回家的家明受打擊並和于小強一起回安徽探望。鮑有餘在于小強的照顧下認了小強並同意了家明跟于小強的愛情。
發現了自己不肓的藍馨婚後找尋醫生仍然解決不了不肓的問題，並和劉光耀因為孩子「毛毛」的事情開始爭吵不斷，兩人一直以來的婚姻危機全面爆發，藍馨因而提出離婚。鮑家明的公司開業並邀請了離婚的嘟嘟加入工作，嘟嘟上班後曾向鮑家明提出復合但被對方拒絕，後提交了辭呈並出國。家明到機場為嘟嘟送行，臨別前給了嘟嘟一個擁抱，正好被嘟嘟的前夫陸凱文看到，嘟嘟走後，陸凱文走上前和家明沒說兩句就打起來，並令家明手機摔壞，兩人因而被送進派出所。阿彩此時打家明手機，卻被告知不在服務區，她只能給小于小強打電話，告訴她鮑有餘正在醫院搶救，情況危急。找不到家明，小強只能一個人先去安徽，路上她收到嘟嘟的感謝短信，知道家明與嘟嘟見了面。家明在派出所待了一夜，回到家，看到小強留下的紙條，也急匆匆趕去安徽。可待他走進病房的那一刻，才發現父親鮑有餘已死去。阿彩按丈夫臨終遺言，將祖傳寶貝交給小強，正式認了小強這個兒媳。
于小強誤會鮑家明和嘟嘟舊情復燃，因此要求兩人暫時分開。最終藍馨劉光耀和于小強鮑家明兩對都和好了，于小強後來還懷上了鮑家明的孩子。

## 角色表
| 角色   | 演員   | 介紹 |
| 于小強 | 閆妮   | 與丈夫劉光耀開了一間服装公司，後為了家庭而放棄事業成為家庭主婦，結果發現丈夫出軌及不承認腹中的孩子心灰意冷而選擇離婚。在結束婚姻後，與比他小六歲的電腦工程師鮑家明展開了戀情並結婚，並生下了一名孩子「毛毛」，最終從任性、衝動變得寬容、理智，成為一名獨立又堅強的新職業女性。                                                                             |
| 鮑家明 | 胡歌   | 電腦維護工程師。原是安徽茶商鮑有餘和阿彩的兒子，但是不甘心過父母安排的人生而離家與女友嘟嘟一起私奔，到上海打拼生活。把自己的房子分租給比自己大六歲並且還離過婚的于小強。和女友嘟嘟分手後，鮑家明和于小強兩人在瑣碎的現實生活中相處後相愛，不理父母的反對並在得悉于小強懷有前夫孩子仍願與她結婚。後來在最終從青澀的大男孩成長為有責任有擔當的新時代好男人。 |
| 劉光耀 | 果靜林 | 服裝公司的老闆，于小強前夫。與于小強結婚七年後因被于小強揭發自己與藍馨發展婚外情而結束了婚姻，並與藍馨再婚。後來確認了于小強的孩子是劉家骨肉，因而和母親高紅企圖爭奪兒子的撫養權。 |
| Frank  | 馬德鐘 | 海歸醫生，于小強的同事。 曾追求于小強，為了成全于小強和鮑家明而退出追求。 |
| 高紅   | 方芳   | 劉光耀母親。育有一子劉光耀，一直關心于小強不能生肓的問題。 |
| 藍馨   | 劉敏   | 設計師。老闆劉光耀的情婦，後來成為劉光耀的第二任妻子。和劉光耀因為孩子「毛毛」的事情開始爭吵不斷，向劉光耀提出離婚。 |
| 楊嘟嘟 | 張鍾儀 | 空姐，鮑家明女友。與男友鮑家明離家私奔。後來和鮑家明分手，在第13集與凱文結婚，並最終離婚。劇情後期曾在鮑家明新開的公司入職並向鮑家明提出復合但被對方拒絕，後向提交了辭呈。 |
| 方芳   | 洛葳   | 于小強朋友。在劉光耀的服裝公司工作 |
| 于建國 | 呂涼   | 于小強爸爸。 |
| 鮑有餘 | 王詩槐 | 安徽茶商，鮑家明爸爸。與妻子阿彩育有一子鮑家明。原本反對兒子鮑家明和于小強的婚事，後來因為生了一場重病，使得兒子趕回家裡探望，受到小強的照顧打動，在臨終前跟兒子冰釋前嫌，同意了他跟于小強的愛情。 |
| 阿彩   | 楊昆   | 鮑家明媽媽。與丈夫鮑有餘育有一子鮑家明。 |
| 陸凱文 | 許聖楠 | 嘟嘟的追求者，後來在第13集與嘟嘟結婚，但是因為劈腿和嘟嘟離婚。 |
| 張醫生 | 徐玉蘭 | 婦產科醫生。方芳母親，介紹保安工作給離婚的于小強。在第8集因為于小強懷孕了幫助小強交換工作職位為客服管家。 |

## 劇集播放歷史
《生活啟示錄》原定於安徽衛視、江蘇衛視、東方衛視和深圳衛視四台同步首播。但是深圳衛視的新浪官方微博於《生活啟示錄》首播前一天即5月21日在微博宣佈改為播放另一部民初劇《大當家》。最終《生活啟示錄》，播出平台改為三個(安徽衛視、江蘇衛視、東方衛視)，並於5月22日播出。

## 收视率
由csm数据参考而来，收视率包括全天收视指数和市场(收视)份额参数
| 平台     | 平均收视率 | 平均收视份额 |
| 江苏卫视 | 0.913      | 2.673        |
| 东方卫视 | 0.820      | 2.419        |
| 安徽卫视 | 0.718      | 2.112        |

- 同時段節目：
  - 湖南卫视《加油爱人》
  - 浙江卫视《密使2之江都谍影》
- 數據由央視索福瑞CSM50城測量儀提供，調查範圍包含四歲以上之觀眾。
- 資料來源：CSM （页面存档备份，存于）

## 獎項
| 年份 | 頒獎典禮                         | 獎項                    | 姓名 |
| ---- | -------------------------------- | ----------------------- | ---- |
| 2014 | 韓國首爾國際電視節               | 亞洲最具人氣演員獎      | 胡歌 |
| 2014 | 2014国剧盛典                     | 2014年度十佳电视剧第4名 |      |
| 2014 | 2014国剧盛典                     | 年度最佳女配角          | 杨昆 |
| 2015 | 亞洲電視劇研討會10周年紀念頒獎禮 | 亞洲特別貢獻獎          | 胡歌 |

## 外部連結
- 《生活啟示錄》安徽衛視專題（简体中文）
- 《生活啟示錄》的新浪微博（简体中文）
- 《生活啟示錄》观剧报告 网易娱乐中心 （页面存档备份，存于）（简体中文）
- 豆瓣电影上《生活啟示錄》的資料 （简体中文）
- 时光网上《生活啟示錄》的資料（简体中文）

## 電視節目的變遷
| 臺灣 八大第一台 週一至週五 20:00 - 22:00 | 臺灣 八大第一台 週一至週五 20:00 - 22:00 | 臺灣 八大第一台 週一至週五 20:00 - 22:00 |
| ---------------------------------------- | ---------------------------------------- | ---------------------------------------- |
|                                          | 生活啟示錄 （2016年12月8日－12月28日）   |                                          |
| 守婚如玉 （2016年11月11日－12月7日）     | 小別離 （2016年12月29日－2017年1月25日） |                                          |